# Cartulario (registro)

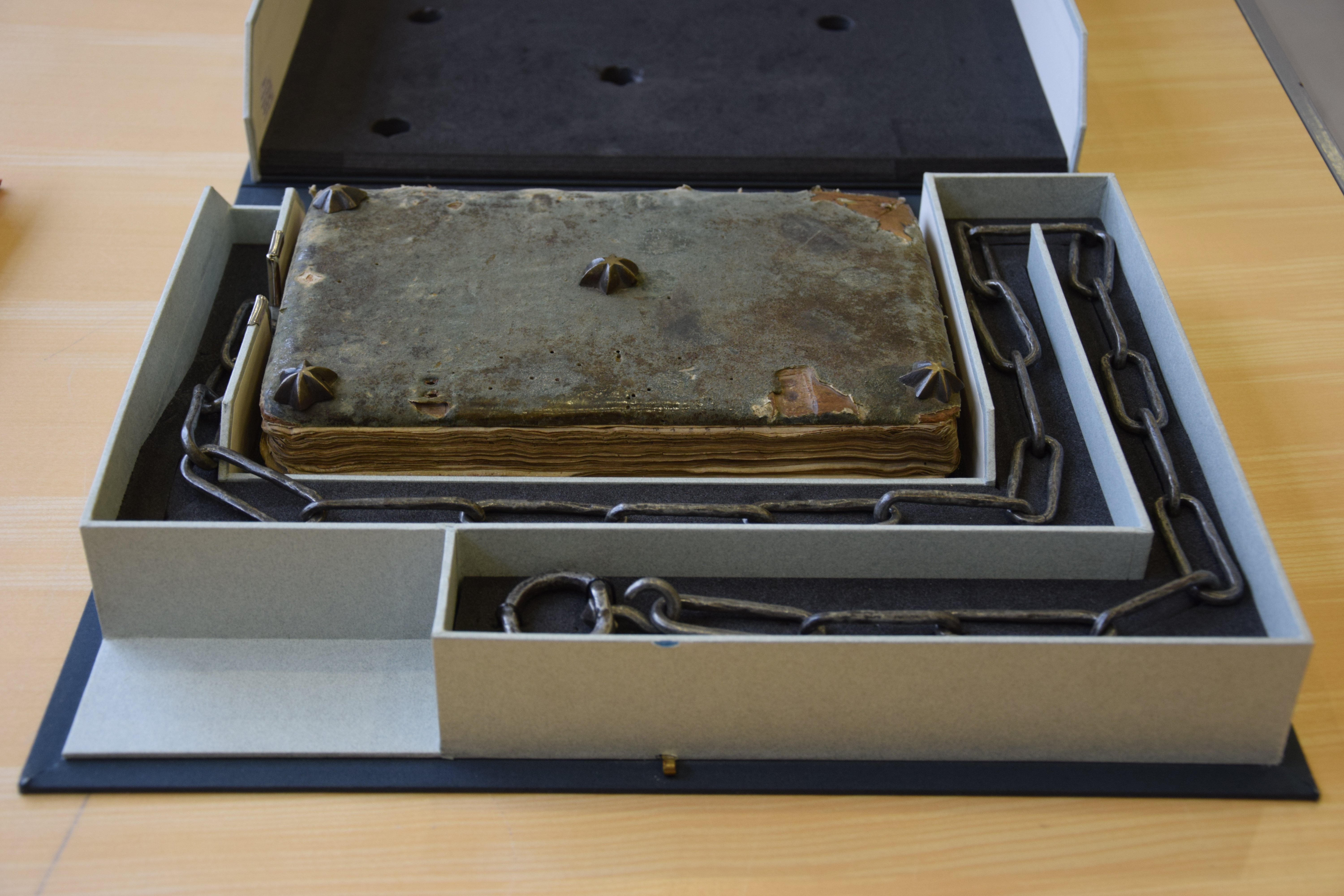
Un esempio di cartulario con catena da Senlis, Francia

Un cartulario, cartolario o cartario, [dal latino medievale chartularius, cartularium o chartularium, derivazione del latino chartŭla, diminutivo di charta « carta »], è un manoscritto medievale, in volume o più raramente in rotolo (rotulus), contenente la trascrizione di documenti originali relativi alla fondazione, privilegi e diritti legali di istituzioni ecclesiastiche, corporazioni municipali, associazioni industriali, istituzioni di insegnamento, o famiglie private.
Il cartulario è anche chiamato pancarta e codex diplomaticus. Il termine è qualche volta applicato a collezione di documenti originali rilegati in un unico volume oppure collegati tra loro in modo da formare un rotolo, come pure a custodie di tali collezioni.
L'allusione di Gregorio di Tours per i chartarum tomi nel VI secolo è presa comunemente per riferirsi ai cartolari. I più antichi cartolari sopravvissuti, tuttavia, hanno avuto origine nel X secolo. Quelli dal decimo al tredicesimo secolo sono molto numerosi.
I cartulari spesso contengono testi storici, noti come cronache del cartulario, che possono concentrarsi sulla storia del monastero assieme a documenti del suo ordinamento giuridico, o può essere una storia più generale del tempo. Questo legame tra scritti storici e di dottrina deve essere inteso nel contesto dell'importanza degli avvenimenti del passato per stabilire un precedente legale.
In generale, un cartulario, sottoscritto dalle firme o sigilli di un certo numero di persone eminenti, viene considerato come un documento pubblico, in possesso di maggior valore di una lettera privata o della narrazione di un cronista.
A volte il copista del cartulario riproduce il documento originale con esattezza letteraria. D'altra parte, alcuni copisti si sono presi delle libertà con il testo, compresa la modifica della fraseologia, la modernizzazione dei nomi propri di persone e luoghi, e anche cambiando la sostanza, in modo tale da estendere la misura dei privilegi o immunità accordati nel documento. Il valore di un cartolario come documento storico non solo dipende dalla misura in cui esso riproduce fedelmente la sostanza dell'originale, ma anche, se modificato, dagli indizi che contiene per la motivazione di tali modifiche. Queste questioni sono generalmente oggetto di controllo sotto i ben noti canoni della critica storica.
Non esiste nessun inventario completo dei "cartolari" delle varie istituzioni del Medioevo, ma molti "cartulari" delle chiese e monasteri medievali sono stati pubblicati, più o meno completamente. Il Catalogue général des cartulaires des archives départementales (Paris, 1847) e l'Inventaire des cartulaires ecc. (Paris, 1878–9) sono le principali fonti di informazioni per quanto riguarda i cartolari della Francia medievale. Per i principali "cartolari" inglesi (stampati), vedere Gross, Sources and Literature of English History ("Fonti e letteratura della storia inglese,") ecc. (Londra, 1900), 204–7 e 402–67. L'importante "cartolario" dell'Università di Parigi è stato edito da Padre Denifle, O.P., e M. Chatelain, Chartularium Universitatis Parisiensis"' (Parigi, 1889, sqq).

## Definizioni

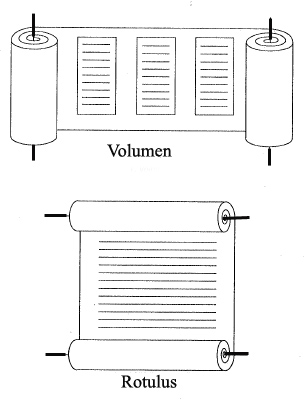
Un cartulario può presentarsi sotto forma sia di Volumen sia di Rotulus

Un "cartulario" è formalmente un libro o un "codice" medievale, dove sono stati compilati documenti, cronache o altri tipi di testi scritti a mano, trascritti o copiati. Molte definizioni potrebbero essere date, perché il "cartulario" è un tipo di documentario medievale che funzionava con una tecnica a mano.
Michael Clanchy ha contribuito all'origine monastica di cronache e cartolari, ed egli definisce questi ultimi come "una raccolta di titoli (rogiti) copiati in un registro per una maggiore sicurezza".
Nell'introduzione del libro intitolato Les Cartulaires, si sostiene che nell'ambiente diplomatico contemporaneo era comune fornire una definizione rigorosa come una trascrizione organizzata, selettiva, o esauriente di documenti diplomatici, fatta dal possessore degli essi o da parte di chi ha realizzato l'archivio in cui sono conservati i documenti
Nel Dictionary of Archival Terminology (Dizionario della terminologia archivistica) un "cartulario" è definito come "un registro, di solito in forma di volume, di copie di statuti, atti di titoli (rogiti), assegnazione di privilegi e altri documenti rilevanti appartenenti ad una famiglia, una persona o istituzione". Nel 1938, lo storico francese, Emile Lesne, ha scritto: "Ogni cartulario è la testimonianza del resoconto degli archivi in una chiesa nel momento in cui è stato compilato".
I termini corrispondenti nelle altre lingue sono: Cartularium (Latino); Kopiar, Kopialbuch (tedesco), Chartular (spagnolo medievale); Cartulario (spagnolo).
Nella Normandia medievale era comune un tipo di "cartulario", risalente agli inizi dell'XI secolo, che ha abbinato una lista di doni al monastero con un breve commento. Queste opere sono conosciute come pancarte.

## Lista di cartulari
- Cartularios de Valpuesta, due cartolari medievali del nord della Spagna.
- Hemming's Cartulary, due cartolari legati assieme; il Liber Wigorniensis, redatto in Inghilterra attorno all'anno 1000, ed un secondo compilato dal monaco Hemming circa cento anni dopo.
- i Libri traditionum di Bressanone, due registri vescovili dei secc. IX-XIV, fatti compilare dai vescovi di Bressanone.
- Il Regesto sublacense, cartulario del monastero di Santa Scolastica a Subiaco.[11]
- Liber feudorum maior, un cartulario del XII secolo della Corona d'Aragona.
- Liber feudorum formae minoris, una continuazione del XIII secolo inizio del Liber feudorum maior.
- Codex Vangianus, cartolario del XIII secolo fatto compilare dal principe vescovo di Trento Federico Vanga.
- Liber instrumentorum memorialium, uno dei primi cartulari del XIII secolo della Signoria di Montpellier.
- Liber instrumentorum vicecomitalium, chiamato anche Trencavel Cartulary e il Foix Cartulary, un cartolario francese del XIII secolo.
- Liber feudorum Ceritaniae, un cartolario spagnolo del XIII secolo della Contea di Cerdanya.
- Il Cartulario dell'Abbazia di Shaftesbury (Dorset) in Inghilterra, XV secolo.
- Il Cartulario della Parrocchiale di Bolzano, XV secolo.
- Il Cartulario di Tropenell, delle tenute nell'Inghilterra occidentale di Thomas Tropenell, XV secolo.
- Il Catastico verde del monastero di Santa Giustina di Padova.

## Esempi in Francia
Il sito Internet Gallica propone copie digitalizzate di numerosi cartulari:
- il cartulario dell'Arcivescovado di Bourges[13];
- il cartulario dell'Abbazia di Dalon (Sainte Trie)[14];
- il cartulario dell'abbazia di Carpentras;
- il cartulario della chiesa abbaziale di Sainte-Foy (Conques);
- il cartulario della chiesa di Apt;
- il cartulario delle chiese di Lione;
- il cartulario dell'abbazia di La Roë;
- il Cartulario di Landévennec;
- il cartulario dell'Abbazia di Marmoutier;
- il cartulario della Cattedrale di Quimper;
- il cartulario dell'abbazia di Quimperlé;
- il cartulario dell'abbazia di Redon;
- il cartulario dei Cavalieri Ospitalieri a Trinquetaille;
- il cartulario di Vigeois[15];
- ecc.

## Chartularius
Nel tardo romano/bizantino il chartularius era un funzionario amministrativo e fiscale. Nella Chiesa greco-ortodossa, la posizione corrispondente è stata chiamata Cartofilace. Questo titolo è stato dato anche a un antico funzionario della Chiesa romana, che aveva cura delle carte e documenti relativi agli affari pubblici. Il cartulario presiedeva la Corte nelle sentenze ecclesiastiche, in sostituzione del Papa.